# Shirley Perelló
Shirley Susana Perelló López (* 17. Februar 1986 in Puerto Cortés) ist eine honduranische Fußballschiedsrichterassistentin.
Seit 2008 steht Perelló auf der Liste der FIFA-Schiedsrichter und leitet internationale Fußballpartien.
Beim olympischen Fußballturnier 2012 in London leitete Perelló drei Spiele im Team von Quetzalli Alvarado. Bei der Weltmeisterschaft 2015 in Kanada wurde Perelló im Schiedsrichtergespann von Lucila Venegas eingesetzt. Als Schiedsrichterassistentin von Melissa Borjas war sie bei der Weltmeisterschaft 2019 in Frankreich, beim olympischen Fußballturnier 2020 in Rio de Janeiro und bei der Weltmeisterschaft 2023 in Australien und Neuseeland im Einsatz. Insgesamt leitete sie sechs WM-Spiele bei drei Weltmeisterschaften.
Zudem war Perelló Schiedsrichterassistentin bei der U-20-Weltmeisterschaft 2014 in Kanada, bei der U-20-Weltmeisterschaft 2016 in Papua-Neuguinea, bei der U-20-Weltmeisterschaft 2018 in Frankreich sowie bei der U-20-Weltmeisterschaft 2022 in Costa Rica. Ebenfalls 2022 wurde sie als Videoschiedsrichterin bei der U-17-Weltmeisterschaft 2022 in Indien eingesetzt.